# Badarán
Badarán est une commune de la communauté autonome de La Rioja, en Espagne.

## Démographie
| 1900  | 1910  | 1920  | 1930  | 1940  | 1950  | 1960  | 1970  | 1981 |
| ----- | ----- | ----- | ----- | ----- | ----- | ----- | ----- | ---- |
| 1 155 | 1 131 | 1 232 | 1 255 | 1 271 | 1 484 | 1 296 | 1 192 | 959  |

| 1991 | 2001 | 2011 | - | - | - | - | - | - |
| ---- | ---- | ---- | - | - | - | - | - | - |
| 789  | 709  | 595  | - | - | - | - | - | - |

## Administration

### Conseil municipal
La ville de Badarán comptait 482 habitants aux élections municipales du 26 mai 2019. Son conseil municipal (en espagnol : Pleno del Ayuntamiento) se compose donc de 7 élus.
| Parti | Parti                                    | Voix | %       | Élus  |
| ----- | ---------------------------------------- | ---- | ------- | ----- |
|       | Parti socialiste ouvrier espagnol (PSOE) | 233  | 65,08 % | 5 / 7 |
|       | Parti populaire (PP)                     | 86   | 24,02 % | 2 / 7 |
|       | Partido Riojano (PR+)                    | 39   | 10,89 % | 0 / 7 |

### Liste des maires
| Mandat    | Maire | Maire                             | Parti |
| --------- | ----- | --------------------------------- | ----- |
| 1979-1983 |       | Ángel Martínez de Toda Terrero    | CD    |
| 1983-1987 |       | Ángel Martínez de Toda Terrero    | AP    |
| 1987-1991 |       | José M.ª Ibáñez Rodríguez         | PSOE  |
| 1991-1995 |       | José M.ª Ibáñez Rodríguez         | PSOE  |
| 1995-1999 |       | José M.ª Ibáñez Rodríguez         | PSOE  |
| 1999-2003 |       | José M.ª Ibáñez Rodríguez         | PSOE  |
| 2003-2007 |       | Ángel Morga Olarte                | PP    |
| 2007-2011 |       | Ángel Morga Olarte                | PP    |
| 2011-2015 |       | Francisco Javier Ibáñez Rodríguez | PSOE  |
| 2015-2019 |       | Francisco Javier Ibáñez Rodríguez | PSOE  |
| 2019-2023 |       | Francisco Javier Ibáñez Rodríguez | PSOE  |